# Mi giáng trưởng
Chất liệu sáng tác âm nhạc với cung chính là nốt Mi giáng, và thuộc thể trưởng. Bao gồm các nốt Mi giáng, Rê, Đô, Si giáng, La giáng, Sol, Fa và Mi giáng.
Vị trí âm giai Mi giáng trưởng trên phím Dương cầm.

## Tác phẩm cổ điển viết ở cung này
- Eroica Symphony - Ludwig van Beethoven
- Concerto cho piano số 5 "Emperor" - Ludwig van Beethoven
- Concerto cho trumpet  - Joseph Haydn
- Giao hưởng số 4 - Anton Bruckner
- Giao hưởng số 8, "Symphony of a Thousand" - Gustav Mahler
- Ein Heldenleben - Richard Strauss
- Great Gate of Kiev - Modest Mussorgsky
- Nocturne cung Mi giáng trưởng Op.9 số 2 - Frédéric Chopin

## Tác phẩm khác viết ở cung này
- Bridge Over Troubled Water - Simon and Garfunkel
- You're Beautiful - James Blunt
- Bad Day - Daniel Powter
- Kiss Me - Sixpence None the Richer
- Mama, I'm Coming Home - Ozzy Osbourne
- Basie's Blues - Count Basie
- One More Night - Phil Collins
- Hands Down - Dashboard Confessional
- Today - The Smashing Pumpkins
- The Long and Winding Road - The Beatles
- Sexual Healing - Marvin Gaye
- Say It Ain't So - Weezer
- Nha Trang mùa thu lại về - Văn Ký
- Chiều trên bến cảng - Nguyễn Đức Toàn